# Keltis
Keltis (Untertitel „Der Weg der Steine“) ist ein Brettspiel von Reiner Knizia aus dem Kosmos-Verlag (redaktionelle Bearbeitung: TM-Spiele). Es erschien 2008 mit Grafiken von Claus Stephan und Martin Hoffmann.
Die Spieler beschreiten Steinpfade, die sie zu immer mehr Punkten bringen. Da aber jeder Steinpfad im Negativen beginnt, ist es nur sinnvoll, Steinpfade zu betreten, auf denen man auch vorankommt.

## Inhalt
- 1 Spielplan, mit Kramerleiste
- 110 Spielkarten:
  - je 22 in den 5 Farben Rotbraun, Gelb, Rosa, Grün und Hellblau und jeweils mit den Werten 0 bis 10 (jeder Wert 2 ×)[1]
- 20 Spielfiguren je 5 in den 4 Farben Braun, Grau, Schwarz und Weiß, davon 4 kleine und eine große.
- 4 Zählsteine, je 1 in den 4 Farben Braun, Grau, Schwarz und Weiß
- 4 große Kleeblätter, je 1 in den 4 Farben Braun, Grau, Schwarz und Weiß
- 25 Wegekärtchen:
  - 9 Wunschsteine
  - 9 Kleeblätter
  - 7 Punktekärtchen, Wert 2 × 1, 3 × 2 und 2 × 3
- Spielregel (2 Seiten)

## Spielprinzip
Jeder Spieler erhält zunächst acht Karten, die restlichen Karten bilden den Nachziehstapel. Die Spieler legen abwechselnd eine ihrer Karten vor sich ab und ziehen eine ihrer Spielfiguren auf dem Pfad der entsprechenden Farbe vor oder legen diese ab, wenn das Anlegen nicht möglich ist oder ihnen nicht lohnend erscheint. Dabei bilden die Spieler für jede Farbe einen eigenen Stapel. Bei den eigenen Karten müssen diese entweder aufsteigend, absteigend oder von gleichem Wert sein. Wurde einmal eine aufsteigende Reihe gebildet, darf im weiteren Verlauf nur eine höhere oder gleichwertige Karte hinzugefügt werden. Bei absteigenden Reihen darf nur eine gleichwertige oder niedrigere Karte angelegt werden.
Je nachdem auf welches Feld die Spielfigur gezogen wird, werden verschiedene Aktionen ausgeführt:
- Wenn eine Spielfigur auf ein Punktekärtchen gezogen wird, erhält der Spieler sofort Punkte, die auf der Kramerleiste durch Vorrücken seines Zählsteines registriert werden.
- Wird eine Spielfigur auf ein Kleeblatt gezogen, so besteht die Möglichkeit, einen weiteren oder denselben Stein vorzuziehen.
- Falls eine Spielfigur auf einen Wunschstein gezogen wird, wird dieser Wunschstein von dem Spieler an sich genommen und bringt diesem bei Spielende Punkte ein.

Anschließend nimmt sich der Spieler entweder eine neue Karte vom verdeckten Stapel oder eine Karte von einem der Ablagestapel.
Das Spiel endet, wenn entweder die letzte Karte vom Nachziehstapel genommen wurde oder fünf Spielfiguren den äußeren Bereich, in dem sie mindestens sechs Punkte zählen, erreicht haben. Danach wird der Wert der Spielfiguren ermittelt. Dieser kann für die kleinen Figuren zwischen −4 und +10 liegen, bei den großen wird der Wert verdoppelt. Spielfiguren, die auf keinen Steinpfad gesetzt wurden, erhalten den Wert Null. Zusätzlich erhalten die Spieler für ihre Wunschsteine Punkte. Alle Punkte werden auf der Kramerleiste vermerkt. Sieger ist der Spieler, der auf der Kramerleiste am weitesten vorgerückt ist. Bei Gleichstand gibt es mehrere Gewinner.
Keltis beruht auf dem reinen Zweipersonenspiel Lost Cities, das bereits 1999 im selben Verlag erschienen ist.

## Erweiterungen und Adaptionen
Im Februar 2009 erschien mit Neue Wege – neue Ziele eine Erweiterung, die einen neuen Spielplan enthält, der statt linearer Wege nun auch Verzweigungen zwischen den herkömmlichen Wegen vorsieht. Die Erweiterung ist nur mit dem Basisspiel Keltis spielbar. Ebenso wurde vom Kosmos-Verlag eine „Bring-mich-mit“-Version in Form eines Reisespiels veröffentlicht.
Im März 2009 folgte Keltis – Das Kartenspiel.
2010 erschien Keltis – Das Orakel eine weitere, eigenständig spielbare Keltisversion. Das Grundprinzip der Originalvariante wurde dabei zwar beibehalten, jedoch durch neue taktische Möglichkeiten ergänzt. So ist es beispielsweise erstmals möglich, Spielfiguren auch wieder zurückzusetzen.
United Soft Media (USM) veröffentlichte ein PC-Spiel, das das Spielprinzip von Keltis aufgreift. Im August 2009 folgte vom selben Hersteller die Umsetzung für die Spielkonsole Nintendo DS.

## Übersetzungen
Das Spiel wurde in verschiedene Sprachen übersetzt.
Rio Grande Games veröffentlichte das englischsprachige Spiel Lost Cities – The Boardgame bereits 1999. Im Französischen erschien Keltis – La Voie de la Pierre bei Filosofiagames. Kaissagames veröffentlichte KEΛTEΣ in griechischer Sprache. Bei 999 Games erschien die niederländische Ausgabe Keltis – De stenen der wijzen. Eine polnische Übersetzung mit dem Namen Keltis – Szlakiem kamieni erschien bei Rebel. Devir veröffentlichte sowohl die spanische Sprachversion Keltis – El Camino de las Piedras als auch die portugiesische Sprachversion Keltis – O Caminho das Pedras.